# Österreichischer Musiktheaterpreis 2013
Der Österreichische Musiktheaterpreis 2013 war die erste Verleihung des Österreichischen Musiktheaterpreises. Die Verleihung fand am 5. Juni 2013 im MuTh, dem Konzertsaal der Wiener Sängerknaben im Augarten, statt. Moderiert wurde diese von Christoph Wagner-Trenkwitz.

## Preisträger und Nominierte

### Beste weibliche Hauptrolle
- Marlis Petersen – Les Contes d'Hoffmann (4 Frauen) – Theater an der Wien
  - Jennifer O’Loughlin – Candide (Cunegonde) – Volksoper Wien
  - Gal James – Otello (Desdemona) – Opernhaus Graz

### Beste männliche Hauptrolle
- Sebastian Holecek – Salome (Jochanaan) – Volksoper Wien
  - Stéphane Degout – Hamlet (Hamlet) – Theater an der Wien
  - James Rutherford – Elektra (Orest) – Opernhaus Graz

### Beste weibliche Nebenrolle
- Dagmar Hellberg – Die spinnen, die Römer! (Domina) – Volksoper Wien
  - Elisabeth Breuer – Dialogues des Carmélites (Schwester Constance) – Landestheater Linz
  - Danielle de Niese – Serse (Atalanta) – Theater an der Wien

### Beste männliche Nebenrolle
- Rainer Trost – Telemaco (Ulisse) – Theater an der Wien
  - Vincent Schirrmacher – Salome (Narraboth) – Volksoper Wien
  - George Humphreys – L’elisir d’amore (Belcore) – Vorarlberger Landestheater

### Beste Gesamtproduktion
- The Turn of the Screw – Theater an der Wien
  - Woyzeck & The Tiger Lillies – Raimundtheater/Ronacher

### Beste musikalische Leitung
- Johannes Fritzsch – Elektra – Opernhaus Graz
  - Dennis Russell Davies – Der Rosenkavalier – Landestheater Linz
  - René Jacobs – Telemaco – Theater an der Wien

### Beste Regie
- Torsten Fischer – Telemaco – Theater an der Wien
  - Stefan Herheim – Carmen – Opernhaus Graz
  - Amélie Niermeyer – Wozzeck – Salzburger Landestheater

### Beste Ausstattung
- Heike Scheele – Carmen – Opernhaus Graz
  - Hinrich Horstkotte – Madame Pompadour – Volksoper Wien
  - Pierre André Weitz – Hamlet – Theater an der Wien

### Beste Ballettproduktion
- Carmina Burana – Volksoper Wien / Frida Kahlo – Pasión por la vida – Tiroler Landestheater
  - Elements – Salzburger Landestheater

### Bester Nachwuchs
- Sieglinde Feldhofer – Opernhaus Graz
  - Susanne Langbein
  - Martina Mikelic

### Lebenswerk
- Peter Minich